# Olgalepidonotus kumari
Olgalepidonotus kumari är en ringmaskart som först beskrevs av Rullier 1970.  Olgalepidonotus kumari ingår i släktet Olgalepidonotus och familjen Polynoidae. Inga underarter finns listade i Catalogue of Life.